# Ervenik

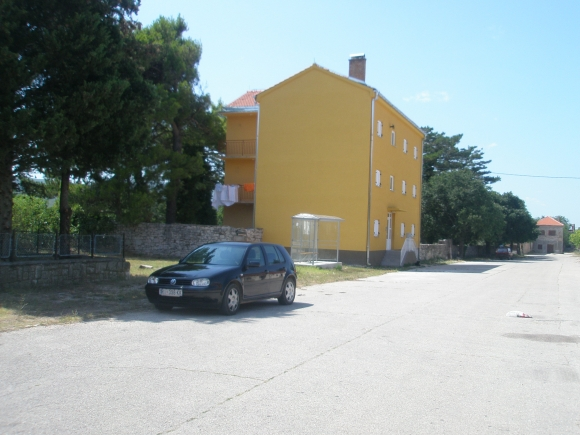
Ortsmitte Ervenik

Ervenik (serbisch kyrillisch Ервеник) ist eine Gemeinde in Norddalmatien in der Gespanschaft Šibenik-Knin in Kroatien.

## Geographie
Ervenik liegt am Lauf der Zrmanja in der historisch-geografischen Region Bukovica. Zur Gemeinde gehören neben dem Hauptort Ervenik mit Mokro Polje, Pađene und Radučić vier weitere Siedlungen. Der Hauptort liegt etwa 30 km westlich von Knin und 60 km nördlich von Šibenik. Der Ort Ervenik liegt 126 m über dem Meeresspiegel.

## Bevölkerung
Bei der Volkszählung 1991 lebten 1570 Menschen in der Gemeinde Ervenik, wovon annähernd alle ethnische Serben waren. Laut der Volkszählung von 2011 hatte Ervenik 1105 Einwohner, wovon 97,19 % ethnische Serben waren. Ervenik ist die Gemeinde mit dem höchsten prozentualen Anteil an ethnischen Serben an der Bevölkerung. Die allermeisten Einwohner Erveniks bekennen sich zum Serbisch-Orthodoxen Glauben.
Mit einer Bevölkerungsdichte von 5,21 Einwohnern pro Quadratkilometer ist die Gemeinde nur sehr dünn besiedelt.

## Geschichte
Das Gebiet um Ervenik ist schon lange besiedelt und reich an archäologischen Fundstätten. Die ältesten Überreste menschlicher Siedlungen stammen aus dem Neolithikum.
Zu römischen Zeiten existierten bei Mokro Polje, Pađene und Oton römische Siedlungen. Unweit von Ervenik befinden sich die Überreste eines römischen Amphitheaters in Burnum. Außerdem sind die Reste eines römischen Viadukts erhalten geblieben.
Überreste menschlicher Siedlungen aus der Zeit zwischen dem Untergang des Römischen Reiches und  dem 15. Jahrhundert sind nur spärlich erhalten geblieben. Der Grund dafür ist, dass der Großteil der Bevölkerung zu dieser Zeit eine nomadische Lebensweise hatte.
Lange Zeit wurde die Region neben Kroaten und Serben auch von den sogenannten Morlaken bzw. Walachen bevölkert. Die Morlachen sind ein Überbleibsel der vorslawischen, romanischsprachigen Bevölkerung Dalmatiens. Heute sind die Morlachen vollständig in der restlichen Bevölkerung aufgegangen.